# Queckborn
Queckborn ist der nach Einwohnerzahl zweitgrößte Stadtteil von Grünberg im mittelhessischen Landkreis Gießen. Der Ort liegt 3 km südwestlich von Grünberg im Vorderen Vogelsberg am Äschersbach.

## Ortsgeschichte

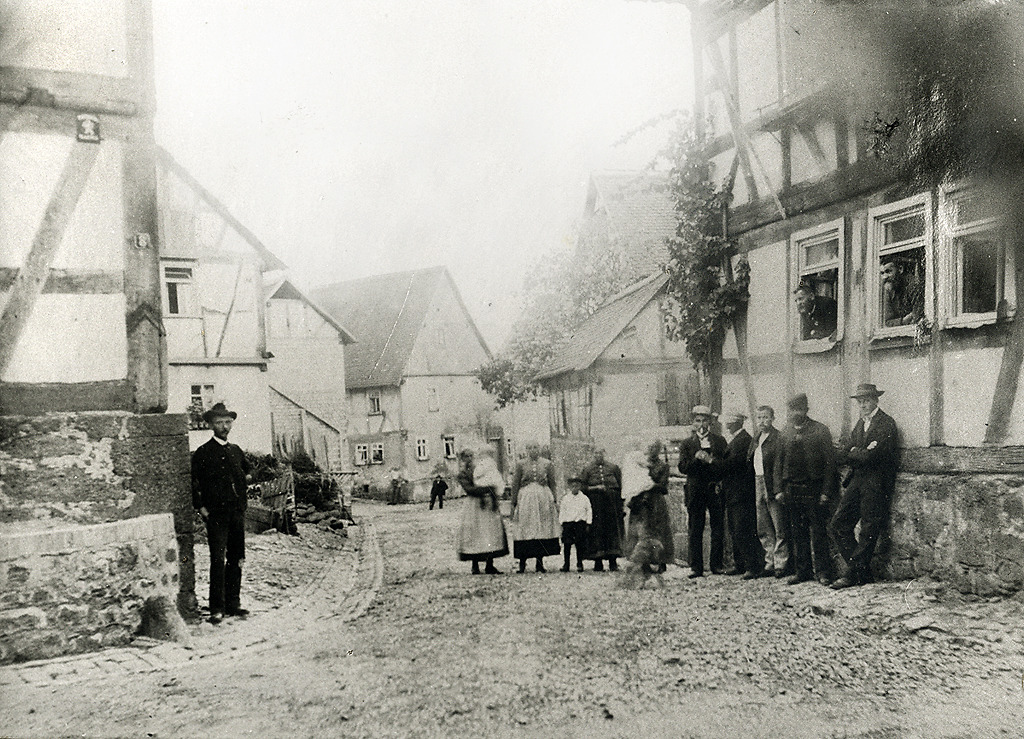
Personen in der Queckborner Bruchgasse um 1900.

### Mittelalter
Die älteste schriftliche Erwähnung des Ortes stammt aus dem Jahre 930: „Quetbrunn“. 1108 wurde ein „Arnolt de Quecbrunnen“ (Arnold von Queckborn) genannt. „Predium quod dmonus Mathfridus habuit in Quecbrunnun et in Sahsun“ (Das Eigentum, welches Mathfried in Queckborn und in Saasen (Reiskirchen) hatte, wird 1111/1137 überliefert).
1199: „Quecburnen“. Im Jahr 1241 ist der Ritter Giso, genannt von „Queppurne“ („Giso miles dictum de Q.)“ urkundlich erwähnt. 1275 erscheint „Albertus de Kwakburne“. 1311 lässt sich in „Queppurnen“ eine Mühle nachweisen: „sito infra molendium et ipsam in Queppurnen“ (gelegen unterhalb der Mühle und auch in Q.). „Friederich von Queckborn“ erscheint 1358 urkundlich.
Der Ortsname lässt sich mit „zu den lebendigen, fließenden Brunnen“ deuten.
Vermutlich bereits im 11. Jahrhundert wurde die Kirche in Queckborn erbaut.

### Neuzeit
1894 wurden die Quellen der Ortslage gefasst, sie liefern bis heute das gesamte Trinkwasser nicht nur für Queckborn, sondern auch für Gießen.
siehe auch Burgstall Queckborn
Die Statistisch-topographisch-historische Beschreibung des Großherzogthums Hessen berichtet 1830 über Queckborn:

„Oueckborn (L. Bez. Grünberg) evangel. Pfarrdorf; liegt 1⁄2 St. von Grünberg, hat 110 Häuser und 641 Einwohner, die alle evangelisch sind, so wie 1 Kirche, 1 Rathhaus und 1 Mahl- und Oelmühle. Die Einwohner beschäftigen sich sehr stark mit der Garnspinnerei zu Leinwand, so wie mit der Leineweberei selbst. – Eine von Queckbrunnen benannte Familie kommt 1108 vor. Eine Dominus Mathfridus, dessen Geschlecht aber noch nicht erforscht ist, schenkte zu Anfang des 12. Jahrhunderts seine Güter zu Quecbrunnen und Sachsun dem Erzstifte Mainz. Quecbornen, welches damals seinen eigenen Zehntgrafen hatte, wird 1190, und Quekborne superius 1248 genannt. Niederqueckborn ist im 30jährigen Krieg zerstört worden. Die Kirche von Queckborn gehörte zum Archidiakonat von St. Johann.“

Hessische Gebietsreform (1970–1977)
Im Zuge der Gebietsreform in Hessen wurde die bis dahin selbständige Gemeinde Queckborn zum 31. Dezember 1970 auf freiwilliger Basis in die Stadt Grünberg eingemeindet. Für Queckborn sowie für alle ehemals eigenständigen Gemeinden von Grünberg und die Kernstadt wurde je ein Ortsbezirk gebildet.

### Verwaltungsgeschichte im Überblick
Die folgende Liste zeigt die Staaten und Verwaltungseinheiten, denen Queckborn angehört(e):
- 1391 und später: Heiliges Römisches Reich, Landgrafschaft Hessen, Amt Grünberg
- ab 1567: Heiliges Römisches Reich, Landgrafschaft Hessen-Marburg, Amt Grünberg[17]
- 1604–1648: Heiliges Römisches Reich, strittig zwischen Landgrafschaft Hessen-Darmstadt und Landgrafschaft Hessen-Kassel (Hessenkrieg)
- ab 1604: Heiliges Römisches Reich, Landgrafschaft Hessen-Darmstadt, (Oberfürstentum Hessen,) Amt Grünberg,[18][19]
- ab 1806: Großherzogtum Hessen,[Anm. 2] Fürstentum Ober-Hessen, Amt Grünberg[20]
- ab 1815: Großherzogtum Hessen, Provinz Oberhessen, Amt Grünberg[21]
- ab 1821: Großherzogtum Hessen, Provinz Oberhessen, Landratsbezirk Grünberg[Anm. 3]
- ab 1832: Großherzogtum Hessen, Provinz Oberhessen, Kreis Grünberg
- ab 1848: Großherzogtum Hessen, Regierungsbezirk Gießen
- ab 1852: Großherzogtum Hessen, Provinz Oberhessen, Kreis Grünberg
- ab 1867: Norddeutscher Bund,[Anm. 4] Großherzogtum Hessen, Provinz Oberhessen, Kreis Grünberg
- ab 1871: Deutsches Reich, Großherzogtum Hessen, Provinz Oberhessen, Kreis Grünberg
- ab 1874: Deutsches Reich, Großherzogtum Hessen, Provinz Oberhessen, Kreis Gießen
- ab 1918: Deutsches Reich (Weimarer Republik), Volksstaat Hessen, Provinz Oberhessen, Kreis Gießen
- ab 1938: Deutsches Reich, Volksstaat Hessen, Landkreis Gießen[22][Anm. 5]
- ab 1945: Amerikanische Besatzungszone,[Anm. 6] Groß-Hessen, Regierungsbezirk Darmstadt, Landkreis Gießen
- ab 1946: Amerikanische Besatzungszone, Hessen, Regierungsbezirk Darmstadt, Landkreis Gießen
- ab 1949: Bundesrepublik Deutschland, Hessen, Regierungsbezirk Darmstadt, Landkreis Gießen
- ab 1971: Bundesrepublik Deutschland, Hessen, Regierungsbezirk Darmstadt, Landkreis Gießen, Stadt Grünberg[Anm. 7]
- ab 1977: Bundesrepublik Deutschland, Hessen, Regierungsbezirk Darmstadt, Lahn-Dill-Kreis, Stadt Grünberg
- ab 1979: Bundesrepublik Deutschland, Hessen, Regierungsbezirk Darmstadt, Landkreis Gießen, Stadt Grünberg
- ab 1981: Bundesrepublik Deutschland, Hessen, Regierungsbezirk Gießen, Landkreis Gießen, Stadt Grünberg

### Recht

#### Materielles Recht
In Queckborn galt der Stadt- und Amtsbrauch von Grünberg als Partikularrecht. Das Gemeine Recht galt nur, soweit der Amtsbrauch keine Bestimmungen enthielt. Dieses Sonderrecht alten Herkommens behielt seine Geltung auch während der Zugehörigkeit zum Großherzogtum Hessen im 19. Jahrhundert, bis es zum 1. Januar 1900 von dem einheitlich im ganzen Deutschen Reich geltenden Bürgerlichen Gesetzbuch abgelöst wurde.

#### Gerichtsverfassung seit 1803
In der Landgrafschaft Hessen-Darmstadt wurde mit Ausführungsverordnung vom 9. Dezember 1803 das Gerichtswesen neu organisiert. Für die Provinz Oberhessen wurde das Hofgericht Gießen als Gericht der zweiten Instanz eingerichtet. Die Rechtsprechung der ersten Instanz wurde durch die Ämter bzw. Standesherren vorgenommen und somit war für Queckborn das „Amt Grünberg“ zuständig. Das Hofgericht war für normale bürgerliche Streitsachen Gericht der zweiten Instanz, für standesherrliche Familienrechtssachen und Kriminalfälle die erste Instanz. Übergeordnet war das Oberappellationsgericht Darmstadt. Nach der Gründung des Großherzogtums Hessen 1806 wurden die Aufgaben der ersten Instanz 1821 im Rahmen der Trennung von Rechtsprechung und Verwaltung auf die neu geschaffenen Landgerichte übertragen. „Landgericht Grünberg“ war daher von 1821 bis 1879 die Bezeichnung für das erstinstanzliche Gericht, das für Queckborn zuständig war.
Anlässlich der Einführung des Gerichtsverfassungsgesetzes mit Wirkung vom 1. Oktober 1879, infolge derer die bisherigen großherzoglichen Landgerichte durch Amtsgerichte an gleicher Stelle ersetzt wurden, während die neu geschaffenen Landgerichte nun als Obergerichte fungierten, kam es zur Umbenennung in „Amtsgericht Grünberg“ und Zuteilung zum Bezirk des Landgerichts Gießen. Am 1. Juli 1968 erfolgte die Auflösung des Amtsgerichts Grünberg; Queckborn wurde dem Amtsgericht Gießen zugelegt.

## Bevölkerung

### Einwohnerstruktur 2011
Nach den Erhebungen des Zensus 2011 lebten am Stichtag, dem 9. Mai 2011, in Queckborn 1335 Einwohner. Darunter waren 18 (1,3 %) Ausländer. Nach dem Lebensalter waren 279 Einwohner unter 18 Jahren, 549 zwischen 18 und 49, 270 zwischen 50 und 64 und 231 Einwohner waren älter. Die Einwohner lebten in 528 Haushalten. Davon waren 126 Singlehaushalte, 162 Paare ohne Kinder und 192 Paare mit Kindern, sowie 36 Alleinerziehende und 9 Wohngemeinschaften. In 102 Haushalten lebten ausschließlich Senioren und in 366 Haushaltungen lebten keine Senioren.

### Einwohnerentwicklung
| Quelle: Historisches Ortslexikon |                                                                             |
| • 1577:                          | 032 Hausgesesse                                                             |
| • 1630:                          | 001 vierspännige, 1 dreispännige, 3 zweispännige Ackerleute, 6 Einläuftige  |
| • 1677:                          | 050 Hausgeseß, davon 14 freie                                               |
| • 1742:                          | 002 Geistl./Beamte, 83 Untertanen, 30 Junge Mannschaften, 5 Beisassen/Juden |
| • 1806:                          | 525 Einwohner, 100 Häuser                                                   |
| • 1829:                          | 641 Einwohner, 110 Häuser                                                   |
| • 1867:                          | 599 Einwohner, 110 bewohnte Gebäude                                         |
| • 1875:                          | 610 Einwohner, 113 bewohnte Gebäude                                         |

| Queckborn: Einwohnerzahlen von 1791 bis 2020 | Queckborn: Einwohnerzahlen von 1791 bis 2020 | Queckborn: Einwohnerzahlen von 1791 bis 2020 | Queckborn: Einwohnerzahlen von 1791 bis 2020 | Queckborn: Einwohnerzahlen von 1791 bis 2020 |
| --- | -------------------------------------------- | -------------------------------------------- | -------------------------------------------- | -------------------------------------------- |
| Jahr |                                              |                                              |                                              | Einwohner                                    |
| 1791 | 1791                                         |                                              | 488                                          | 488                                          |
| 1800 | 1800                                         |                                              | 489                                          | 489                                          |
| 1806 | 1806                                         |                                              | 525                                          | 525                                          |
| 1829 | 1829                                         |                                              | 641                                          | 641                                          |
| 1834 | 1834                                         |                                              | 651                                          | 651                                          |
| 1840 | 1840                                         |                                              | 689                                          | 689                                          |
| 1846 | 1846                                         |                                              | 680                                          | 680                                          |
| 1852 | 1852                                         |                                              | 709                                          | 709                                          |
| 1858 | 1858                                         |                                              | 659                                          | 659                                          |
| 1864 | 1864                                         |                                              | 612                                          | 612                                          |
| 1871 | 1871                                         |                                              | 619                                          | 619                                          |
| 1875 | 1875                                         |                                              | 610                                          | 610                                          |
| 1885 | 1885                                         |                                              | 606                                          | 606                                          |
| 1895 | 1895                                         |                                              | 596                                          | 596                                          |
| 1905 | 1905                                         |                                              | 554                                          | 554                                          |
| 1910 | 1910                                         |                                              | 607                                          | 607                                          |
| 1925 | 1925                                         |                                              | 629                                          | 629                                          |
| 1939 | 1939                                         |                                              | 676                                          | 676                                          |
| 1946 | 1946                                         |                                              | 1.120                                        | 1.120                                        |
| 1950 | 1950                                         |                                              | 1.081                                        | 1.081                                        |
| 1956 | 1956                                         |                                              | 929                                          | 929                                          |
| 1961 | 1961                                         |                                              | 883                                          | 883                                          |
| 1967 | 1967                                         |                                              | 887                                          | 887                                          |
| 1970 | 1970                                         |                                              | 911                                          | 911                                          |
| 1980 | 1980                                         |                                              | ?                                            | ?                                            |
| 1987 | 1987                                         |                                              | 1.113                                        | 1.113                                        |
| 2003 | 2003                                         |                                              | 1.370                                        | 1.370                                        |
| 2011 | 2011                                         |                                              | 1.335                                        | 1.335                                        |
| 2016 | 2016                                         |                                              | 1.318                                        | 1.318                                        |
| 2020 | 2020                                         |                                              | 1.326                                        | 1.326                                        |
| Datenquelle: Historisches Gemeindeverzeichnis für Hessen: Die Bevölkerung der Gemeinden 1834 bis 1967. Wiesbaden: Hessisches Statistisches Landesamt, 1968. Weitere Quellen: LAGIS; Ab 1970: Stadt Grünberg:; Zensus 2011 |                                              |                                              |                                              |                                              |

### Historische Religionszugehörigkeit
| • 1829: | 641 evangelische (= 100 %) Einwohner                                |
| • 1961: | 722 evangelische (= 81,77 %), 154 katholische (= 17,44 %) Einwohner |

### Historische Erwerbstätigkeit
| • 1961: | Erwerbspersonen: 226 Land- und Forstwirtschaft, 181 Prod. Gewerbe, 38 Handel, Verkehr und Nachrichtenübermittlung, 21 Dienstleistungen und Sonstige. |

## Politik
Für den Stadtteil Queckborn besteht ein Ortsbezirk (Gebiete der ehemaligen Gemeinde Queckborn) mit Ortsbeirat und Ortsvorsteher nach der Hessischen Gemeindeordnung.
Der Ortsbeirat besteht aus neun Mitgliedern. Bei den Kommunalwahlen in Hessen 2021 betrug die Wahlbeteiligung zum Ortsbeirat 47,62 %. Alle Kandidaten gehörten der „Bürgerliste Queckborn“ an. Der Ortsbeirat wählte Jens Kruske zum Ortsvorsteher.

## Vereine
Mehrere Vereine bestimmen das kulturelle Dorfleben:
- ASV Saibling e. V. 1980 Queckborn
- DRK Queckborn
- Freiwillige Feuerwehr Queckborn
- Gesangverein
- Obst- und Gartenbauverein Queckborn
- Singtreff Mittendrin
- Sportverein 1927 Queckborn
- VdK Ortsgruppe Queckborn/Harbach

## Verkehr
- Im Osten führt die Landesstraße 3007 und im Norden die Bundesstraße 49 am Ort vorbei.
- Der Bahnhof Queckborn lag an der Strecke der Butzbach-Licher Eisenbahn. Nächstgelegener Bahnhof ist inzwischen Grünberg (Oberhess) an der Bahnstrecke Gießen–Fulda.

## Persönlichkeiten
- Johann Friedrich Christoph Buff (1756–1826), evangelischer Geistlicher in Gießen